# Kamerunsolfågel
Kamerunsolfågel (Cyanomitra oritis) är en fågel i familjen solfåglar inom ordningen tättingar.

## Utseende och läte
Kamerunsolfågeln är en enfärgat gulgrön solfågel med kraftigt kontrasterande purpurblå- eller grönblåglänsande huvud. Näbben är relativt lång och tydligt böjd. Liknande grönhuvad solfågel har ljusare huvud och inte lika enfärgad kropp. Bland lätena hörs serier med snabba men åtskilda visslingar av varierande längd och tonhöjd, men även enkla och vassa "tiu!" och "tik!".

## Utbredning och systematik
Kamerunsolfågel delas upp i tre distinkta underarter med följande utbredning:
- Cyanomitra oritis bansoensis – höglänta områden i västra Kamerun
- Cyanomitra oritis poensis – bergsskogar på ön Bioko i Guineabukten
- Cyanomitra oritis oritis – bergsskogar på berget Kamerun

## Levnadssätt
Kamerunsolfågeln är en vanligt förekommande fågel i sitt begränsade utbredningsområde, i bergsskogar och skogsbryn. Den ses endast sällsynt i lägre liggande förberg.

## Status
Trots det begränsade utbredningsområdet och att den tros minska i antal anses beståndet vara livskraftigt av internationella naturvårdsunionen IUCN. 